# کوزووو (شهرستان میه‌خوف)
کوزووو (به لهستانی:  Kozłów) یک روستا در لهستان است که در گمینا کوزووو واقع شده‌است.
 کوزووو  ۱٬۱۰۰ نفر جمعیت دارد.